# Wen’an (köpinghuvudort i Kina, Hubei Sheng, lat 30,52, long 111,82)
Wen'an är en köpinghuvudort i Kina. Den ligger i provinsen Hubei, i den centrala delen av landet, omkring 240 kilometer väster om provinshuvudstaden Wuhan. Antalet invånare är 41 213. Befolkningen består av 20 210 kvinnor och 21 003 män. Barn under 15 år utgör 8,0 %, vuxna 15-64 år 78 %, och äldre över 65 år 12,0 %.
Runt Wen'an är det tätbefolkat, med 356 invånare per kvadratkilometer. Närmaste större samhälle är Bailizhou, 13,4 km söder om Wen'an. Trakten runt Wen'an består till största delen av jordbruksmark.
Genomsnittlig årsnederbörd är 1 313 millimeter. Den regnigaste månaden är maj, med i genomsnitt 197 mm nederbörd, och den torraste är december, med 17 mm nederbörd.